# Eccoptosage latibalteata
Eccoptosage latibalteata là một loài tò vò trong họ Ichneumonidae.